# Équipe cycliste Ferei-CCN Metalac
L'équipe cycliste Ferei-CCN Metalac est une équipe cycliste serbe, ayant le statut d'équipe continentale depuis 2022.

## Classements UCI
L'équipe participe aux épreuves des circuits continentaux et en particulier de l'UCI Europe Tour. Les tableaux ci-dessous présentent les classements de l'équipe sur les différents circuits, ainsi que son meilleur coureur au classement individuel.
UCI Europe Tour
| UCI Europe Tour | UCI Europe Tour        | UCI Europe Tour                           | UCI Europe Tour |
| Année           | Classement par équipes | Meilleur coureur au classement individuel |                 |
| --------------- | ---------------------- | ----------------------------------------- | --------------- |
| 2022            | 96e                    | Aleksa Radmilac (991e)                    |                 |
|                 |                        |                                           |                 |
| Source : UCI    |                        |                                           |                 |

L'équipe est également classée au Classement mondial UCI qui prend en compte toutes les épreuves UCI et concerne toutes les équipes UCI.
| Classement mondial | Classement mondial     | Classement mondial                        | Classement mondial |
| Année              | Classement par équipes | Meilleur coureur au classement individuel |                    |
| ------------------ | ---------------------- | ----------------------------------------- | ------------------ |
| 2022               | 175e                   | Aleksa Radmilac (1455e)                   |                    |
|                    |                        |                                           |                    |
| Source : UCI       |                        |                                           |                    |

## Ferei-CCN Metalac en 2022[1]
| Cycliste                | Date de naissance | Nationalité | Équipe 2021                   |  |
| ----------------------- | ----------------- | ----------- | ----------------------------- |  |
| Max Bien                | 5 mars 2000       | États-Unis  |                               |  |
| Janez Brajkovič         | 18 décembre 1983  | Slovénie    | Adria Mobil (2020)            |  |
| Marko Danilović         | 23 avril 1993     | Serbie      |                               |  |
| Seth Jones              | 4 août 2000       | États-Unis  | Hincapie Leomo Powered by BMC |  |
| Đorđe Kupusović         | 23 juin 1996      | Serbie      |                               |  |
| David Luković           | 28 septembre 2002 | Serbie      |                               |  |
| Aleksa Radmilac         | 11 mars 2002      | Serbie      |                               |  |
| Aleksa Simić            | 24 août 2003      | Serbie      |                               |  |
| Stefan Stefanović       | 6 mai 1994        | Serbie      |                               |  |
| Marko Tomic             | 18 août 1988      | Serbie      |                               |  |
| Vladimir Vulićević      | 8 mai 1985        | Serbie      |                               |  |
| Pablo Alejandro Wilches | 30 avril 2000     | Colombie    |                               |  |
| Zheng Chen Yin          | 7 décembre 1998   | Chine       |                               |  |